# Àcid fenilacètic
L'àcid fenilacètic, (en anglès:Phenylacetic acid PAA) amb els sinònims que són: àcid α-toluic, àcid benzenacètic, àcid alfa tolílic, àcid 2-fenilacètic) és un compost orgànic que conté el grup funcional fenil i el grup funcional àcid carboxílic. És un sòlid blanc amb una olor desagradable. Pel fet que es fa servir il·lícitament per produir fenilacetona (usada per fabricar metamfetamina) està subjecte a control als Estats Units.
L'àcid fenilacètic és una auxina activa (un tipus de fitohormona), es troba principalment en els fruits. Tanmateix, el seu efecte és més lleu que el de l'auxina àcid indol-3-acètic. A més la molècula de l'àcid fenilacètic es produeix de manera natural a la glàndula metapleural de moltes espècies de formiga i es fa servir com a antimicrobià. També és el producte d'oxidació de la fenetilamina que es troba en els humans i molts altres organismes.

## Preparació

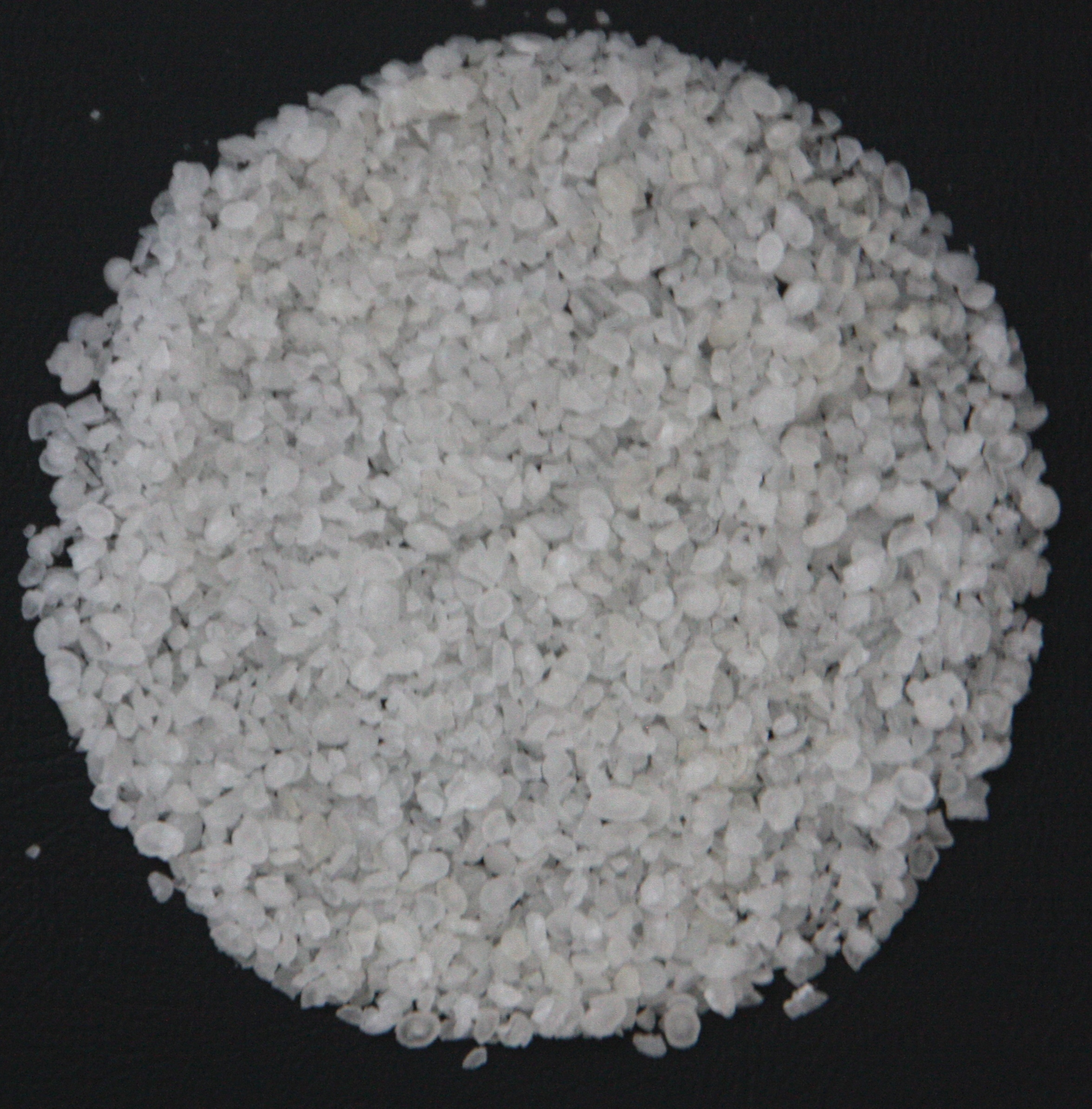
Àcid fenilacètic

Aquest compost es pot preparar per hidròlisi del cianur de benzil:

## Usos
L'àcid fenilacètic es fa servir en alguns perfums, atès que a concentracions baixes dona una olor de mel i també es fa servir en la producció de la penicil·lina G. També es fa servir en medicina pel tractament de la hiperamonèmia de tipus II.